# Gle Gla
Gle Gla är en kulle i Indonesien.   Den ligger i provinsen Aceh, i den västra delen av landet, 1 800 km nordväst om huvudstaden Jakarta. Toppen på Gle Gla är 24 meter över havet.
Terrängen runt Gle Gla är platt. Havet är nära Gle Gla åt sydväst.